# Марджан – ГПЗ Танаджиб
Марджан – ГПЗ Танаджиб – газопровідна система, яка входитиме до інфраструктури саудійського газопереробного заводу Танаджиб, запуск якого запланований на 2025 рік.
ГПЗ Танаджиб працюватиме як з попутним газом родовищ Марджан, Зулуф та Сафанія, так і з ресурсом газових покладів та газової шапки родовища Марджан. Для доставки останніх споруджується система, яка включатиме:
- платформу з маніфольдом MRJN NAG TP-1 (Marjan Non-Associated Gas Tie-in Platform 1), через яку проходитиме продукція газових покладів;
- платформу з маніфольдом MRJN CGP TP-1 (Marjan Cap Gas Productin Platform 1), до якої під’єднають дві видобувні платформи для розміщення фонтанних арматур, через які відбиратимуть ресурс із газової шапки;
- два офшорні трубопроводи, які транспортуватимуть видобутий газ до розташованого за кілька десятків кілометрів берегового клапанного вузла;
- два наземні трубопроводи довжиною по 30 км з діаметром 900 мм, що передаватимуть ресурс від берегового клапанного вузла до ГПЗ Танаджиб.
Після вилучення на газопереробному заводі зріджених вуглеводневих газів (ЗВГ, гомологів метану) частина «сухого» газу (метанової фракції) повертатиметься на Марджан для зворотного закачування у шапку (фактично провадитиметься сайклінг-процес, спрямований на монетизацію ресурсу ЗВГ). Для цього призначається система, яка включатиме:
- два наземні трубопроводи довжиною по 30 км з діаметром 650 мм та 450 мм, що передаватимуть ресурс від ГПЗ Танаджиб до берегового клапанного вузла;
- два офшорні трубопроводи, що сполучатимуть береговий клапанний вузол із платформою з маніфольдом MRJN CGI TP-1 (Marjan Cap Gas Injection Platform 1), до якої під’єднають дві платформи для розміщення фонтанних арматур, через які здійснюватиметься закачування ресурсу до газової шапки.